# Bulimulus nucula
Bulimulus nucula é uma espécie de gastrópode da família Orthalicidae.
É endémica do Equador.
O seu habitat natural é o matagal árido tropical ou subtropical. Está ameaçada por perda de habitat.